# 2015 au Nunavut
Chronologie du Nunavut
- 2011
- 2012
- 2013
- 2014
- 2015
- 2016
- 2017
- 2018
- 2019

Cette page concerne des événements d'actualité qui se sont produits durant l'année 2015 dans le territoire canadien du Nunavut.

## Politique
- Premier ministre : Peter Taptuna
- Commissaire : Edna Elias puis Vacant puis Nellie Kusugak
- Législature : 4e (en)

## Événements
- 9 février : Pauloosie Keyootak (en) remporte l'élection partielle de Uqqummiut avec 220 votes contre ses adversaires Niore Iqalukjuak avec 195 votes et l'ancien député James Arreak (en) avec 105 votes.
- 19 octobre : Le Parti libéral de Justin Trudeau remporte les élections fédérales et formeront un gouvernement majoritaire. Le résultat au Canada est de 184 libéraux, 99 conservateurs, 44 néo-démocrates, 10 bloquistes et 1 verts. Dans la circonscription du territoire du Nunavut, le libéral Hunter Tootoo l'emporte avec 47,17 % du vote contre son plus proche adversaire du néo-démocrate Jack Iyerak Anawak (en) avec 26,47 % des voix. Les deux autres candidats sont : la conservatrice et ministre Leona Aglukkaq avec 24,82 % des voix et le vert Spencer Rocchi avec 1,54 % des voix.
- 4 novembre : Le cabinet Trudeau est assermenté. Hunter Tootoo devient ministre de la Pêche, des Océans et de la Garde côtière canadienne.